# Balthasar Lutter

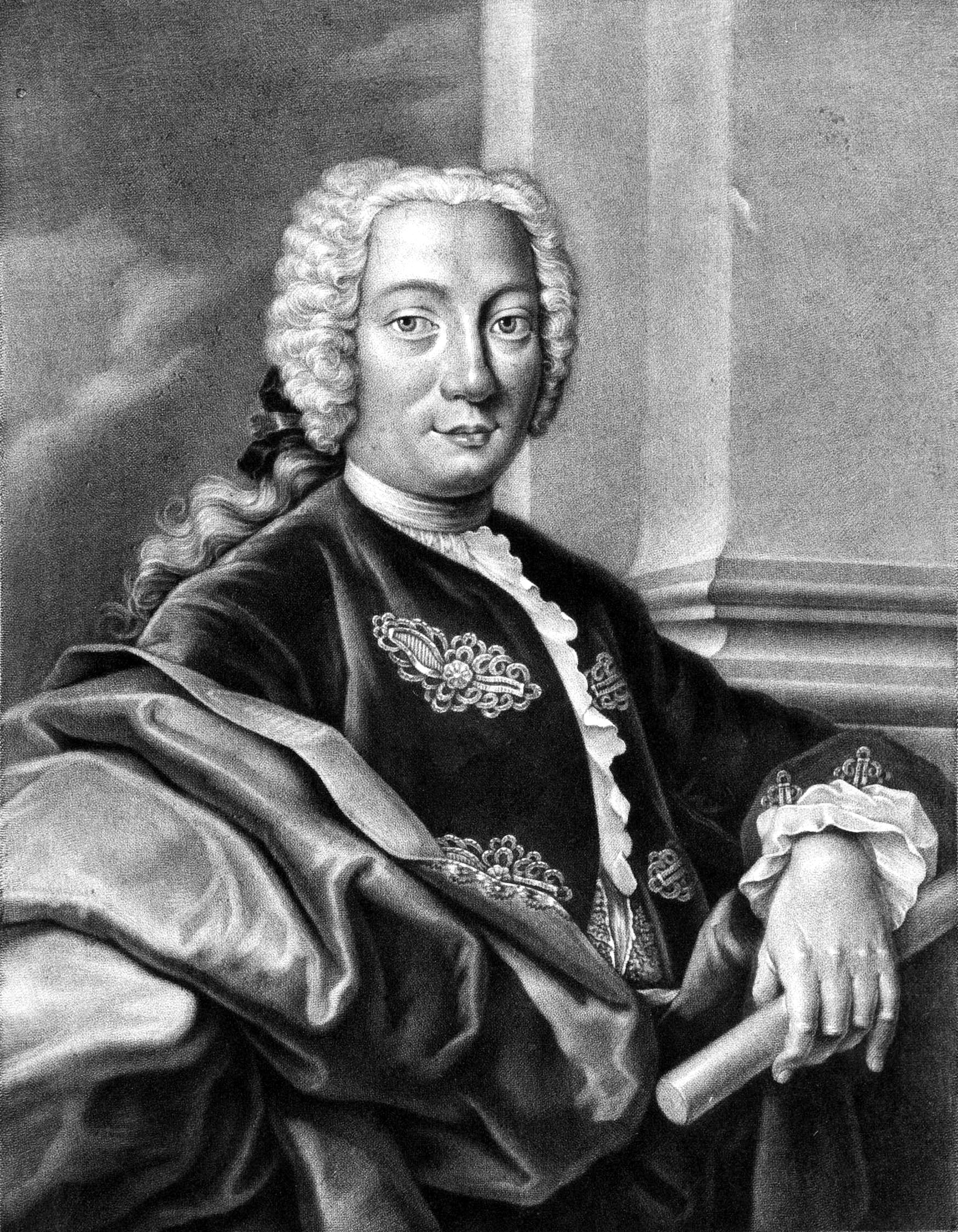
Johann Balthasar Lutter um 1750

Johann Balthasar Lutter (* 2. Mai 1698 in Hannover; † 18. September 1757 ebenda) war ein deutscher Violinist und Königlich Britischer und Kurfürstlich Hannoverscher Hofkapellmeister.

## Leben
Balthasar Lutter wurde in der Residenzstadt des Kurfürstentums Hannover geboren, wo er am 1. Oktober 1716 seine Musikerausbildung bei Francesco Venturini begann. Nach dem Beginn der Personalunion zwischen Großbritannien und Hannover wurde Lutter  unter seinem Landesherrn König Georg I. 1720 zum Königlichen Hof- und Kammermusiker ernannt.
Nach dem Tode Venturinis trat Balthasar Lutter 1745 dessen Nachfolge an unter Georg II. als Königlich Britischer und Kurfürstlich Hannoverscher Hofkapellmeister.